# Trissodon kiwanus
Trissodon kiwanus är en skalbaggsart som beskrevs av Phillip B. Carne 1957. Trissodon kiwanus ingår i släktet Trissodon och familjen Dynastidae. Inga underarter finns listade i Catalogue of Life.